# Gare de Coursan
La gare de Coursan est une gare ferroviaire française, de la ligne de Bordeaux-Saint-Jean à Sète-Ville, située sur le territoire de la commune de Coursan, dans le département de l'Aude, en région Occitanie.
C'est une halte ferroviaire de la Société nationale des chemins de fer français (SNCF), desservie par des trains TER Occitanie.

## Situation ferroviaire
Établie à 11 m d'altitude, la gare de Coursan est située au point kilométrique (PK) 412,069 de la ligne de Bordeaux-Saint-Jean à Sète-Ville, entre les gares de Narbonne et de Nissan-lez-Enserune.

## Fréquentation
De 2015 à 2023, selon les estimations de la SNCF, la fréquentation annuelle de la gare s'élève aux nombres indiqués dans le tableau ci-dessous.
| Année               | 2015  | 2016  | 2017  | 2018  | 2019  | 2020  | 2021  | 2022  | 2023  |
| ------------------- | ----- | ----- | ----- | ----- | ----- | ----- | ----- | ----- | ----- |
| Nombre de voyageurs | 2 427 | 2 154 | 2 550 | 2 708 | 4 105 | 2 409 | 2 668 | 3 789 | 3 382 |

## Service des voyageurs

### Accueil
Halte SNCF, c'est un point d'arrêt non géré (PANG) à entrée libre.

### Desserte
Coursan est desservie par des trains TER Occitanie qui effectuent des missions entre Narbonne et Montpellier-Saint-Roch. Certains trains sont prolongés au-delà de Montpellier vers Lunel, Nîmes, Avignon-Centre ou Marseille-Saint-Charles.

### Intermodalité
Un parking pour les véhicules est aménagé.